# セルゲイ・リジコフ (宇宙飛行士)
セルゲイ・ニコライェヴィッチ・リジコフロシア空軍中佐（ロシア語: Сергей Николаевич Рыжиков、ラテン文字転写：Sergey Nikolayevich Ryzhikov、1974年8月19日 - ）は2006年に選抜されたロシア人宇宙飛行士。ISSでの2回の長期間の宇宙飛行から帰還している。

## 生い立ちと教育
リジコフは1974年8月19日にタタール自治ソビエト社会主義共和国ブグリマで生まれた。青年飛行士クラブに属していたロシアのニジネヴァルトフスクの中学校を1991年に卒業した。カチンスキー高等軍事航空パイロット学校をコマンド戦術戦闘機航空の学位を得て1996年に卒業した。

## 軍隊でのキャリア
卒業に続いて、ロシア空軍でパイロットとしての訓練を受けた。1997年にアンドレアポリを拠点とする第76空軍でパイロットとして配属された。
L-39 アルバトロスとMiG-29で飛行時間700時間以上を経験し、350回以上のパラシュート降下で「パラシュート指導員」資格を保持している。

## 宇宙飛行士としてのキャリア
リジコフは2006年10月にロスコスモスによって宇宙飛行士として選抜され、ロシアのスターシティにあるガガーリン宇宙飛行士訓練センターで2007年2月から訓練を開始した。2009年6月に訓練を完了し、将来の国際宇宙ステーションへの飛行の有資格者となった。
2011年、リジコフはトマ・ペスケ、ティム・ピーク、金井宣茂、ランドルフ・ブレスニクとともに、サルディーニャでESA CAVES訓練の洞窟探検者となった。

### 第49次/第50次長期滞在
2016年、リジコフはソユーズTMA-20Mミッションでバックアップコマンダーを務め、第48次/第49次長期滞在ではフライトエンジニアとしてアレクセイ・オヴチニンのバックアップを行い、2016年3月19日のソユーズTMA-20Mの打ち上げの後で、ISS第49次/第50次長期滞在のフライトエンジニアとして主クルーに割り当てられた。
リジコフはソユーズMS-02宇宙船のコマンダーに割り当てられ、リジコフとロスコスモスの宇宙飛行士アンドレイ・ボリセンコとNASAの宇宙飛行士シェーン・キンブローの2人の乗組員は、元々は2016年9月23日に打ち上げられて2日後にISSにドッキングする予定だったが、打ち上げはソユーズ宇宙船の技術的問題のために無期限に延期された。最終的にリジコフと2人の乗組員は、2016年10月19日に打ち上げられ、2日後に順調にISSにドッキングし、ロシア人宇宙飛行士アナトーリ・イワニシン、JAXA宇宙飛行士の大西卓哉およびNASAの宇宙飛行士キャスリーン・ルビンスと合流した。元々は第49次長期滞在のクルーは2ヶ月間を6人でともに作業する予定だったが、ソユーズMS-02の長期の遅延の結果、6人で過ごしたのは1週間だけとなり、イワニシン、大西、ルビンスは2016年10月30日に地球に帰還した。
ソユーズMS-01の着陸に続いて、リジコフ、ボリセンコおよびキンブローは、キンブローをステーションコマンダーとして第50次長期滞在に移行した。3人はロシア人宇宙飛行士オレッグ・ノヴィツキー、ESAの宇宙飛行士トマ・ペスケおよびNASAの宇宙飛行士ペギー・ウィットソンを載せたソユーズMS-03宇宙船とすぐに合流し、第50次長期滞在のクルーは6名となった。第50次長期滞在の期間中に、リジコフは4回のアメリカの船外活動中ステーション内に止まり、3機の無人補給船の到着を監視した。第50次長期滞在は、リジコフ、ボリセンコおよびキンブローがソユーズMS-02に搭乗してステーションを離れた2017年4月10日に完了し、ウィットソンの指揮下で第51次長期滞在が開始された。3人は、173日の宇宙滞在の後にISSを離れた1時間後にカザフスタンに着陸した。

### 第63次/第64次長期滞在
2019年11月、リジコフはソユーズMS-17および第64次長期滞在のコマンダーのアナトリー・イワニシンの代役として、第63次/第64次長期滞在のバックアップクルーに割り当てられた。2020年2月まではこの割り当てが継続したが、ソユーズMS-16のクルーに医学的問題が発生した結果、イワニシンがMS-16に繰り上げられたのでリジコフがイワニシンの役目を引き継いだ。
リジコフはロシア人宇宙飛行士セルゲイ・クド＝スヴェルチコフおよびNASAの宇宙飛行士キャスリーン・ルビンスとともに、2020年10月14日にバイコヌールから打ち上げられた。
2020年11月18日、リジコフは乗組員のセルゲイ・クド＝スヴェルチコフとともに二人の初めての船外活動を行った。船外活動は15:12 UTCに始まり、6時間48分後に終了した。作業内容はポイスクの出入り用ハッチの気密チェック、ザーリャの液体流量レギュレーターの取り外し可能なパネルの交換（「かさばるボルト」のために中止）、科学機器での作業、ピアースのトランジットBアンテナのポイスクモジュールへの移動（オーラン宇宙服との通信継続性改善のため）およびポイスクモジュールの降下センサーおよび圧力制御ユニットの位置の変更だった。
リジコフは第64次長期滞在のコマンダーを務めた。
MS-17のクルーは、軌道上でのほぼ185日間の後に、2021年4月17日に地球に帰還した。